# Filharmonie Bohuslava Martinů
Filharmonie Bohuslava Martinů je symfonický orchestr, který sídlí ve Zlínském kongresovém centru. Sestává z 80 členů.
Tato filharmonie byla založena v roce 1946 jako Symfonický orchestr n. p. Baťa a po několika změnách názvu pojmenována podle českého skladatele Bohuslava Martinů. V letech 1955 až 2011 sídlila v prostorách Domu umění (bývalý Památník Tomáše Bati), od ledna 2011 je jejím sídlem Kongresové centrum Zlín od architektky Evy Jiřičné.
Každoročně pořádá čtyři série abonentních a mnoho mimořádných koncertů symfonické, operní a komorní hudby. Organizuje mezinárodní hudební festivaly, zejména mezinárodní festival mladých koncertních umělců Talentinum a podzimní mezinárodní hudební festival Harmonia Moraviae. Hostuje na nejvýznamnějších českých festivalech a uskutečnila turné do 13 zemí Evropy a do Spojených států amerických. Spolupracuje také se zlínským Městským divadlem. Od sezóny 2021/22 je šéfdirigentem Robert Kružík, který vystřídal Tomáše Braunera. Ten nadále spolupracuje s orchestrem jako hostující dirigent (společně s Leošem Svárovským).
Mezi bývalé výrazné dirigenty orchestru lze zařadit Rudolfa Kvasnicu (1895–1986) a Stanislava Vavřínka (* 1972).